# Krzekoszów
Krzekoszów (niem. Wilhelmsmühle bei Altdamm) – część miasta prawobrzeżnego Szczecina na Osiedlu Majowym. Dawniej samodzielna wieś.
Krzekoszów to niezamieszkane obecnie osiedle położone pomiędzy ulicą Andrzeja Struga i bocznicami kolejowymi elektrociepłowni Kijewo: wzdłuż ciągu ulic: Dąbska – Zoologiczna – Niedźwiedzia (od południa i wschodu) oraz ul. Botanicznej (od zachodu). Według niektórych źródeł Krzekoszowem nazywana jest południowa część Osiedla Majowego, które stanowiło niegdyś odrębną jednostkę (od ul. Marii Dąbrowskiej). Obecnie administracyjnie i w granicach Osiedla.

## Historia
Po II wojnie światowej samodzielna gromada, w gminie Zdroje w powiecie gryfińskim w województwie szczecińskim, następnie wcielony do gromady Kijewo. 1 maja 1948, wraz z całą gminą Zdroje został włączony do Szczecina.